# Franciszek Jan Smolka
Franciszek Jan Smolka (ur. 5 listopada 1810 w Kałuszu, zm. 5 listopada 1899 we Lwowie) – polski prawnik, działacz tajnych organizacji niepodległościowych, polityk demokratyczny i liberalny, działacz społeczny, prezydent Sejmu Ustawodawczego w Kromieryżu i austriackiej Rady Państwa, poseł do Sejmu Krajowego Galicji, twórca Kopca Unii Lubelskiej we Lwowie.

## Życiorys

### Działalność w organizacjach niepodległościowych
Otrzymał wykształcenie domowe, a następnie ukończył gimnazjum dominikanów (1827) i studia prawnicze na Uniwersytecie Lwowskim (1831) gdzie w 1834 otrzymał stopień doktora praw. W latach 1832–1834 praktykant koncepcyjny w prokuratorii skarbu. Następnie koncypient adwokacki w biurze adwokata Pawła Rodakowskiego. Od 1840 prowadził własną kancelarię adwokacką we Lwowie.
Jednocześnie uczestniczył w działalności tajnych organizacji niepodległościowych, od 1834 członek kierowanego przez Hugona Wiśniowskiego Związku Przyjaciół Ludu. W 1835 został członkiem zarządu Węglarstwa Polskiego, a następnie zboru powstałego z Węglarstwa – Stowarzyszenia Ludu Polskiego. Oddawał na jego potrzeby prawie całe swoje dochody, żyjąc bardzo skromnie. Był sekretarzem zboru. Ukrywał u siebie zagrożonych konspiratorów. Od 1837 siedziba główna spisku została przeniesiona do Lwowa. Stowarzyszenie, kierowane przez Smolkę, Goszczyńskiego i Heferna, wywierało olbrzymi wpływ w całym kraju, gdyż w gronie swym liczyło, prócz znacznego zastępu młodzieży akademickiej, przedstawicieli inteligencji galicyjskiej, prawników, właścicieli dóbr ziemskich, nauczycieli, księży i młodszych urzędników rządowych. Od wyjazdu Seweryna Goszczyńskiego latem 1838 z Galicji był faktycznym kierownikiem Stowarzyszenia, W obliczu mnożących się aresztowań i represji, Smolka ograniczył działalność organizacji.
Fala aresztowań objęła również Franciszka Smolkę. Aresztowany 29 sierpnia 1841 roku Smolka przez dwa lata siedział sam w małej celi ciężkiego więzienia w pokarmelickim klasztorze i dopiero w trzecim roku więzienia dostał za towarzysza Floriana Ziemiałkowskiego. Co do jego zachowania w świetle istnieją sprzeczne relacje, sam twierdził, że przyznał się tylko do tego, co było już wiadome przesłuchującym. 21 stycznia 1845 odczytano Smolce wyrok skazujący go wraz z 12 towarzyszami na karę śmierci przez powieszenie. Równocześnie jednak (przy wstawiennictwu prezydenta Lwowa – Franza Kriega) ogłoszono mu monarszą amnestię, dzięki której odzyskał natychmiast wolność. Został wszakże pozbawiony praw adwokackich i na razie znalazł zatrudnienie w prywatnych kancelariach. W tym okresie był ciężko schorowany po pobycie w więzieniu. W powstaniu galicyjskim 1846 Edward Dembowski zaoferował mu kierowanie ruchem we Lwowie, zaś otrzymawszy odpowiedź odmowną, groził Smolce szubienicą. Od lata 1847 leczył się u wód w Czechach, Niemczech i Szwajcarii – w Marienbadzie, Helgolandzie i w Vevey nad Jeziorem Genewskim. W tym okresie anonimowo wysyłał korespondencje do lipskiego pisma liberalnego „Grenzboten”.

### Wiosna Ludów
Aktywny politycznie w okresie Wiosny Ludów, członek Komitetu Narodowego, a potem Rady Narodowej we Lwowie (1848). W marcu 1848 był wraz z Florianem Ziemiałkowskim, Agenorem Gołuchowskim i Robertem Hefernem głównym autorem adresu do cesarza, o przywrócenie swobód narodowych w Galicji. Członek deputacji adresowej Komitetu do Wiednia w której żądano m.in. usunięcia cenzury, swobody słowa, zrównania wszystkich stanów i wyznań, uwolnienia więźniów politycznych, zniesienia pańszczyzny, wprowadzenia do szkół i urzędów języka polskiego. Był także porucznikiem w 3 kompanii Gwardii Narodowej we Lwowie. Uczestniczył w obradach kongresu słowiańskiego w Pradze i był pełnomocnikiem Rady Narodowej w Wiedniu.
Następnie był posłem na Sejm Ustawodawczy w Wiedniu i Kromieryżu (26 lipca 1848 – 7 marca 1849), wybranym z galicyjskiego okręgu wyborczego Lubaczów. Na pierwszym posiedzeniu parlamentu stwierdził – Miłość nie ograniczona dla drogiej nam Ojczyzny, połączona z oględnością jak najsumienniejszą, będzie dla mnie w tem trudnem zadaniu przewodniczącą gwiazdą. Jeżeli wszyscy w zgodzie braterskiej połączeni za jej przewodnictwem pójdziemy, zaprowadzi nas, da Bóg, do przystani szczęścia drogiej naszej Ojczyzny... W parlamencie należał do „Stowarzyszenia” skupiającego demokratycznych posłów polskich i był jednym z przywódców polskich demokratów. Członek Komisji Konstytucyjnej (1 sierpnia – 28 listopada 1848). Wybrano go także 14 września 1848 na wiceprezydenta, a od 12 października 1848 przez aklamacją na prezydenta całej Izby. Nie zgodził się ani na kuszące materialne propozycje austriackie, ani z drugiej strony na nierozważną propozycję detronizacji Habsburgów. Aleksander Dunin Borkowski w swej rozprawie o Sejmie rakuskim, napisał o nim: Jego pewność w zasadach, jego krew zimna, jego wytrawność zahartowana w przeciwnościach wrażały poważanie nawet u ludzi przeciwnych mniemań. Smolka nie unosił się, bronił zadania swojego spokojnie, z przyzwoitą powagą, z głębokiem zapatrywaniem się w przedmiot. Stanął na czele delegacji witającej w Ołomuńcu nowego władcę, cesarza Franciszka Józefa I, a po gwałtownym rozwiązaniu Sejmu 8 marca 1849 odważnym wystąpieniem zaznaczył, że parlament ustępuje jedynie wobec militarnej przewagi.

### Podczas rządów reakcji
Kolejne 10 lat przeżył Smolka w zaciszu życia prywatnego. Pozostawał jednak pod nadzorem policji i bez jej zezwolenia nie mógł się oddalać ze Lwowa. Po przywróceniu mu w 1849 praw adwokackich otworzył ponownie własną kancelarię adwokacką. Zdobył niebawem liczną klientelę, którą reprezentował w sprawach cywilnych. Obracał też depozytami osób prywatnych. W tym czasie został także ziemianinem, nabył też dobra ziemskie: Morszyn, Korczyn i Kruszelnicę w powiecie stryjskim.
Członek i działacz Galicyjskiego Towarzystwa Gospodarskiego, członek jego Komitetu (28 lutego 1859 – 25 czerwca 1861) oraz jego prezes (25 czerwca 1861 – 18 maja 1862). W następstwie nieudanych operacji na giełdzie jego działalność gospodarcza zakończyła się niepowodzeniem w 1863 roku. W następnie tego 31 sierpnia tego roku próbował popełnić samobójstwo. Odratowany, podreperował swoją sytuację materialną dzięki sprzedaży majątków ziemskich oraz pomocy udzielonej mu przez Włodzimierza Dzieduszyckiego.
Podczas powstania styczniowego uczestniczył w pracach konspiracji galicyjskiej, był m.in. członkiem wraz z Adamem Sapiehą i Florianem Ziemiałkowskim Komitetu Galicji Wschodniej w 1863 roku. Utrzymywał także kontakty z Edwardem Jurgensem w Warszawie. Opowiadał się wówczas przeciwko rozszerzeniu akcji powstańczej na zabór austriacki, sprzeciwiając się formowaniu tu oddziałów partyzanckich.

### W epoce autonomicznej
Polityk demokratyczny, od 1861 członek, a w latach 1868–1871 prezes Towarzystwa Narodowo-Demokratyczne we Lwowie. Był członkiem Rady Miejskiej we Lwowie (1861-1879). W r. 1871 przegrał paru głosami różnicy w konkurencji z Ziemiałkowskim wybory na prezydenta Lwowa. Był także posłem na Sejm Krajowy Galicji I kadencji (15 kwietnia 1861 – 31 grudnia 1866) i II kadencji (18 lutego 1867 – 13 listopada 1869), wybieranym w kurii III (gmin wiejskich) w okręgu wyborczym Lwów. Był także członkiem Wydziału Krajowego (1866-1889), prowadził w nim biuro spraw gminnych.
Poseł do austriackiej Rady Państwa I kadencji (20 maja 1867 – 20 września 1869) III kadencji (15 września 1870 – 10 sierpnia 1871), IV kadencji (29 grudnia 1871 – 21 kwietnia 1873), V kadencji (4 listopada 1873 – 18 października 1877), VI kadencji (7 października 1879 – 23 kwietnia 1885), VII kadencji (22 września 1885 – 23 stycznia 1891) i VIII kadencji (9 kwietnia 1891 – 14 marca 1893). Wybierany był z kurii II (gmin miejskich) z okręgu wyborczego Lwów 1. W parlamencie przewodził frakcji posłów demokratycznych w Kole Polskim w Wiedniu.
Początkowo zdecydowanie opowiadał się za przebudową monarchii habsburskiej w kierunku federacji z jednoczesnym poszerzeniem autonomii Galicji na wzór uprawnień uzyskanych przez Węgrów w 1867 roku. 19 czerwca 1861 występując w obronie uprawnień Galicji zakończył swe przemówienie okrzykiem «Noch ist Polen nicht verloren!» Szczególnie w ostrym sporze pozostawał z Florianem Ziemiałkowskim – sprzeciwiając się jego pragmatycznemu, a zarazem ugodowemu stanowisku wobec rządu. W miarę jednak upływu czasu jego stanowisko ewoluowało, a on sam przechodził na pozycję współpracy z konserwatystami. W 1870 wobec zaostrzenia sytuacji międzynarodowej i pojawienia się perspektywy wojny z Rosją pogodził się ze swoim oponentem oraz poparł zabiegi premiera Alfreda Potockiego o kompromis z Czechami. W 1879 i przyczynił się do pozyskania Czechów dla prawicowej koalicji, która wtedy doszła do władzy. Był także pierwszym wiceprezydentem (14 października 1879 – 14 marca 1881) oraz wieloletnim prezydentem Izby Poselskiej Rady Państwa (14 marca 1881 – 22 kwietnia 1885, 2 października 1885 – 23 stycznia 1891, 16 kwietnia 1891 – 14 marca 1893), a także między 9 a 16 kwietnia 1891 prezydentem seniorem. Na tych stanowiskach współpracował z koalicyjnym rządem Eduarda Taaffego, Jako prezydent Izby zasłynął z umiejętności w rozstrzyganiu kwestii proceduralnych i z dużym autorytetem poskramiał w Izbie ekscesy radykałów niemieckich i czeskich. Cieszył się dużym szacunkiem nawet wśród swoich oponentów politycznych o czym świadczy fakt, że gdy zrezygnował z mandatu i stanowiska posłowie Izby jednogłośnie uchwalili przyznanie mu dożywotniej pensji, a także postawienie popiersia Smolki w gmachu parlamentu. Kazimierz Chłędowski tak scharakteryzował jego postać: Franciszek Smolka, dumny na swą polityczną przeszłość, na swoją prezydenturę w pierwszym austriackim parlamencie chodził także osobno. Polityczne ideały zbliżały go najwięcej do Ziemiałkowskiego, Zbyszewskiego, Kabata; był bowiem liberałem takim, jakim go stworzył rok 1848, ale osobista nieprzyjaźń z Ziemiałkowskim odsuwała go od tego koła. Zresztą był za najzupełniej federalistycznym ukształtowaniem Austrii, za sojuszem z Czechami i tym samym stanął w sprzeczności z mamelukami, z ich polityką praktyczną. Smolka nie był umysłem zupełnie normalnym, miał swoją „idee fixe”, pewną, że tak powiem nadziemską wiarę w słuszność swych zapatrywań i uważał się za męża opatrznościowego Austrii (...) Mimo finansowej katastrofy Smolka był długie i długie lata bożyszczem lwowskiego mieszczaństwa, wybierany zawsze do sejmu i do Rady Państwa ze stolicy, a w Radzie Państwa piastował znów godność prezydenta Izby, miał bowiem u Niemców i u Czechów wiele zaufania, a Polacy oczywiście głosowali także za nim jako za Polakiem, chociaż wielu z niechęcią swoją kartkę do urny wrzucało. Po rezygnacji z mandatu od 1 kwietnia 1893 był dożywotnim członkiem austriackiej Izby Panów.

### Kopiec Unii Lubelskiej i starość
Był także członkiem i działaczem polskich organizacji kombatanckich i patriotycznych. W r. 1881 wchodził w skład komitetu przygotowującego we Lwowie obchody 50. rocznicy powstania listopadowego. Lwów zawdzięcza mu, oprócz znakomitych, długoletnich zasług, dzieło pamiątkowe – Kopiec Unii Lubelskiej, który rozpoczęty 11 sierpnia 1869, został wzięty w 1875 pod opiekę przez lwowską Radę Miejską. Z magnacką hojnością zaofiarował Smolka na ten cel przeszło siedemdziesiąt tysięcy złotych i własną, fizyczną pracę nad sypaniem kopca. Nie dane mu było doczekać się chwili ukończenia dzieła.
Zmarł otoczony szacunkiem współobywateli. Jego pogrzeb stał się manifestacją patriotyczną mieszkańców Lwowa. Został pochowany na koszt władz krajowych we wspólnym grobie z żoną na cmentarzu Łyczakowskim.

### Prace Franciszka Smolki
- Ludy Austrii, Lwów 1848
- Politische Briefe iiber Russland und Polen, Lwów 1868-1869,
- Autriche et Russie, Paris 1869
- Politische Briefe, Lwów 1876
- Nachwort zu der neuen Ausgabe einer im Jahre 1868 in Lemberg erschienenen Schrift Politische Briefe..., Lwów 1877
- Dziennik Franciszka Smolki 1848-1849 w listach do żony, Wiedeń 1913

## Rodzina i życie prywatne

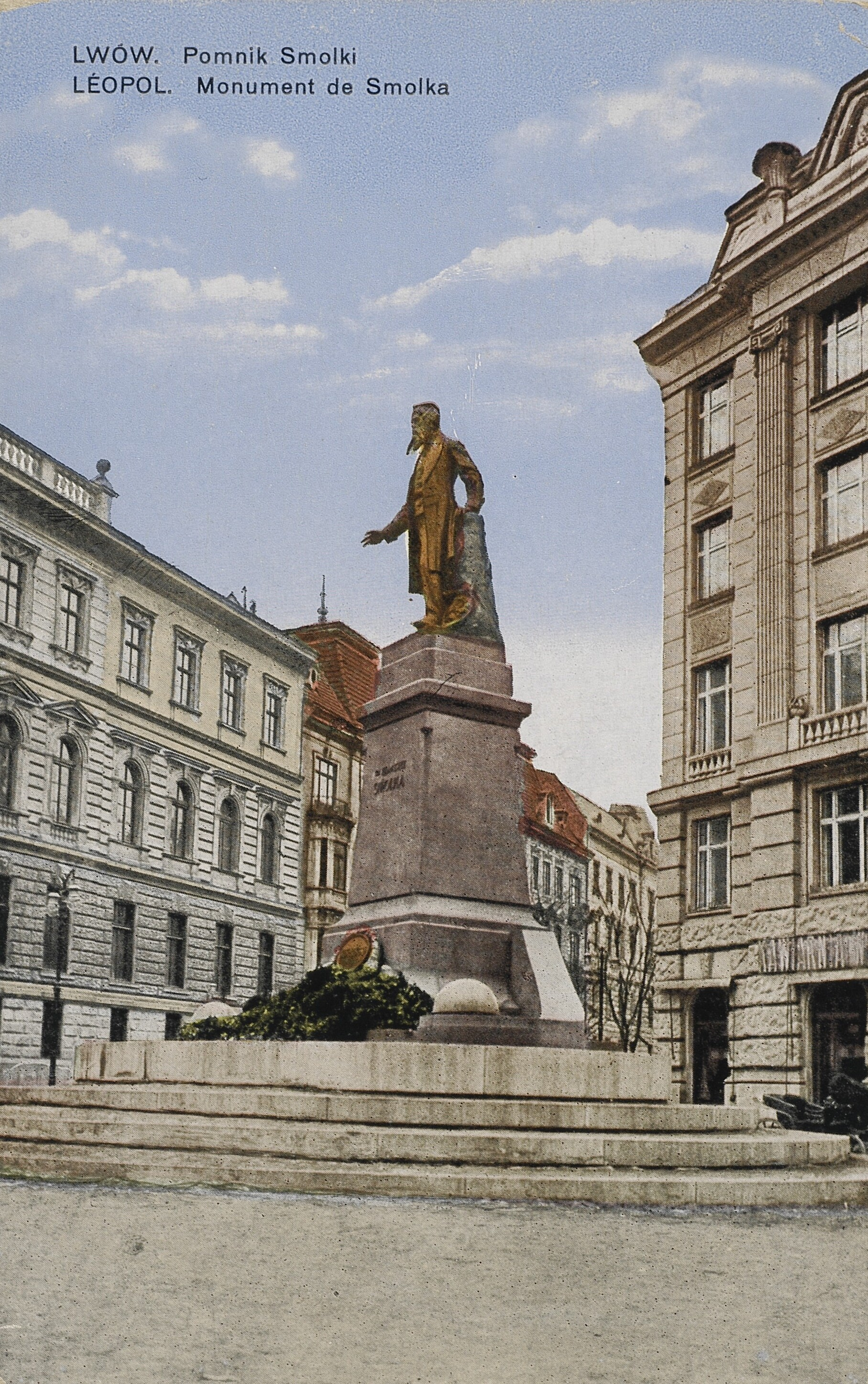
Franciszek Jan Smolka, Lwów, pomnik autorstwa Tadeusza Błotnickiego, pocztówka z ok. 1914 r.

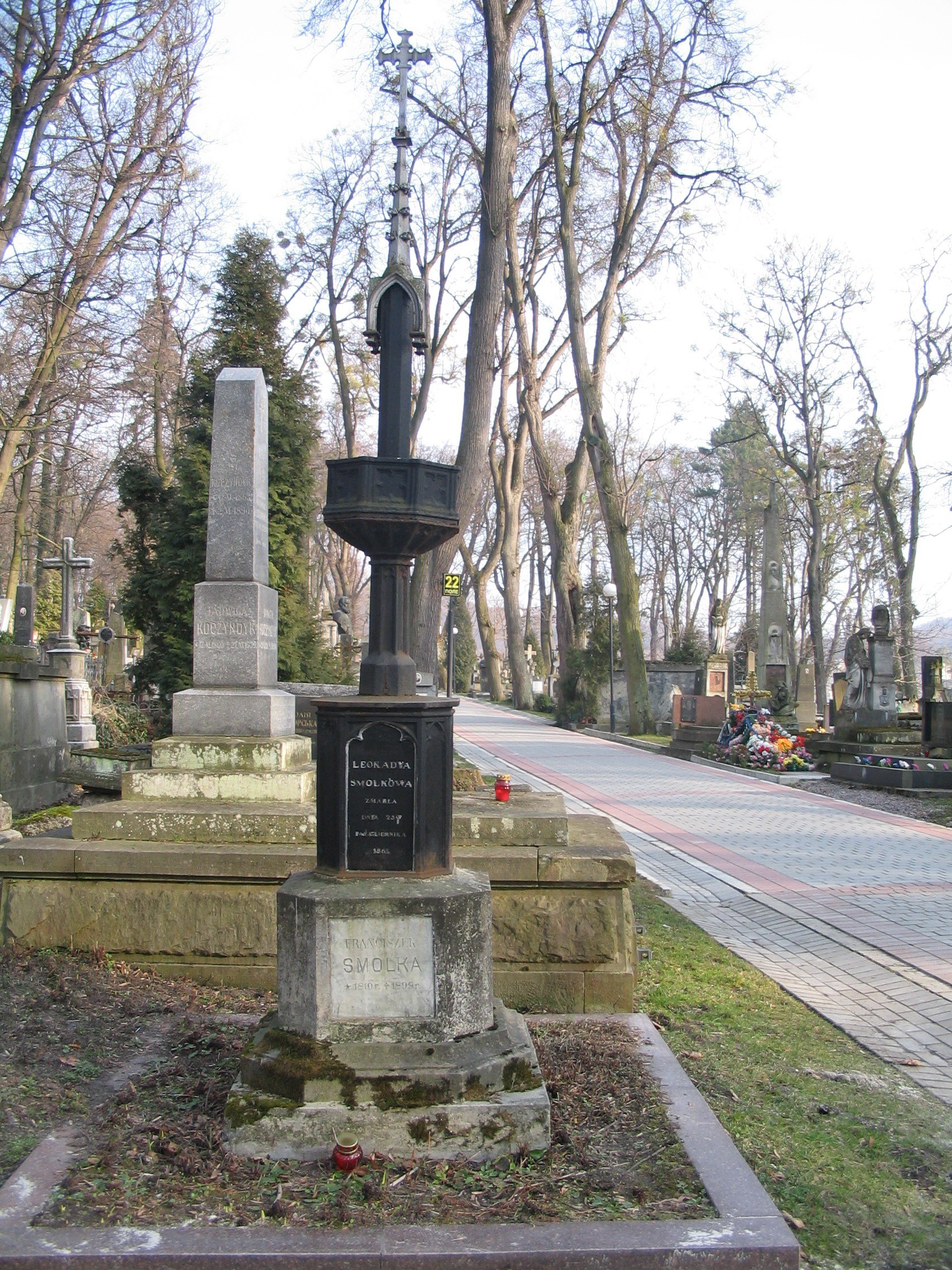
Grób Franciszka Smolki na cmentarzu Łyczakowskim

Franciszek Smolka pochodził z mieszanej rodziny o korzeniach śląskich i węgierskich. Ojciec Wincenty Schmolke (zm. 1843) wywodził się ze zniemczonej rodziny mieszkającej w Nysie, na Dolnym Śląsku. Był porucznikiem najpierw w 2, a następnie 3 pułku ułanów armii austriackiej. Po wypadku, zwolniony ze służby był urzędnikiem salinarnym najpierw na placówce w Stebniku, a następnie w Kałuszu. Matka Anna Nemethy pochodziła ze spolonizowanej rodziny węgierskiej osiadłej w Galicji. Miał rodzeństwo: brata inżyniera górniczego Karola (ur. 1809) i siostrę Matyldę (ur. 1805, żonę starosty przemyskiego Henryka von Saar).
W 1840 ożenił się z Leokadią Bäcker von Salzheim (1815-1861). Mieli dzieci: dwóch synów: Władysława (1841-?) – dyrektora Banku Krajowego we Lwowie, Stanisława (1854-1924) – historyka i prof. UJ oraz jedną córkę Jadwigę żonę Franciszka Huperta.

## Wyróżnienia i upamiętnienie
Od 1894 był członkiem honorowym Towarzystwa Muzeum Narodowego Polskiego w Rapperswilu. Był austriackim tajnym radcą. Odmówił przyjęcia odznaczeń austro-węgierskich.
Jest obywatelem honorowym kilkudziesięciu miast polskich, czeskich i chorwackich, m.in. Krakowa (18 listopada 1861 i powtórnie 16 października 1888), Lwowa (11 lipca 1861), Nowego Sącza, Rzeszowa (13 lipca 1861), Jasła, Lubaczowa.
Na jednym z głównych placów Lwowa nazwanego jego imieniem (obecnie Hryhorenki) odsłonięto 8 grudnia 1913 okazały pomnik dzieło Tadeusza Błotnickiego, Przedstawiał on Smolkę w chwili przemówienia w parlamencie. Pomnik został usunięty podczas II wojny światowej, Obecnie na jego miejscu stoi pomnik św. Jerzego zwyciężającego smoka, wzniesiony w 1999 roku.
Jego imieniem zostały nazwane ulice w Iławie, Przemyślu, Lesku i plac w centrum Bielska-Białej. Istniejąca przed 1939 ulica w Stanisławowie (obecnie fragment ul. Szewczenki) zmieniła patrona.

## Źródła
Dziennik Franciszka Smolki: 1848-1849 w listach do żony, Warszawa 1913, Biblioteka Polona – wersja elektroniczna